# Лондонские дерби
Лондонские дерби — футбольные дерби между командами из Лондона. Англия. Термин используется для описания как отдельных матчей, так и длительного соперничества болельщиков и клубов.

## Команды Лондона

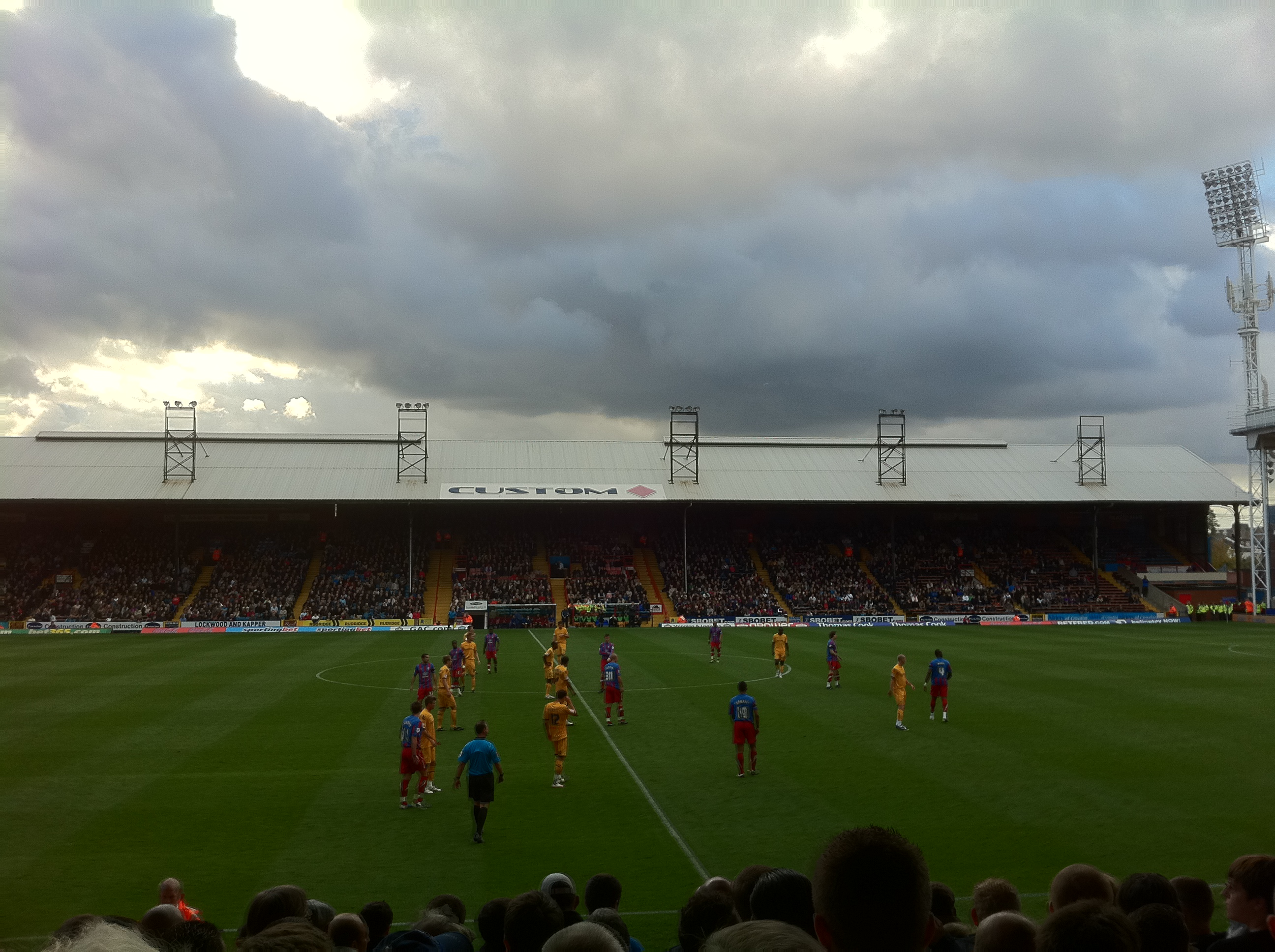
Кристал Пэлас играет с Миллуоллом в южнолондонском дерби, октябрь 2010 года.

В сезоне 2021—2022 районы Большого Лондона представляли тринадцать клубов премьер лиги и футбольной лиги:
| Дивизион                         | Клуб                                                                                  |
| -------------------------------- | ------------------------------------------------------------------------------------- |
| Премьер лига                     | Арсенал; Челси; Кристал Пэлас; Тоттенхэм Хотспур; Вест Хэм Юнайтед; Брентфорд; Фулхэм |
| Чемпионат Футбольной Лиги Англии | Куинз Парк Рейнджерс; Миллуолл.                                                       |
| Первая Футбольная лига Англии    | Лейтон Ориент; Чарльтон Атлетик.                                                      |
| Вторая Футбольная лига Англии    | АФК Уимблдон; Саттон Юнайтед.                                                         |

К бывшим футбольным клубам из Лондона относились «Темза» и «Уимблдон».

## Основные дерби
К наиболее главным противостояниям клубов из британской столицы относятся:
- Северолондонское дерби — играется командами «Арсенал» и «Тоттенхэм Хотспур». Вражда между ними началась с переезда в 1913 году «Арсенала» в округ Хайбери в Северном Лондоне и выхода команды в Первый дивизион в 1919 году. Является самым острым из всех городских дерби, так как клубы находятся друг от друга на расстоянии в 4 мили (6,4 км) в соседних боро. Ранее вторым по значимости дерби Северного Лондона были игры «Барнета» и «Энфилда», участников Национальной Конференции. Однако в 1991 году «Барнет» смог покинуть её, а «Энфилд» был расформирован. Возникшие на месте последнего «Энфилд Таун» и «Энфилд 1893» пока не пересекались с «Барнетом», главным врагом которого теперь стал «Стивенидж» из соседнего графства Хартфордшир.
- Соперничество футбольных клубов «Арсенал» и «Челси» — самое молодое дерби между «Арсеналом» из северного и «Челси» из западного района города, значимость которого повысилась после усиления «Челси» в конце 2000-х годов.
- Соперничество футбольных клубов «Тоттенхэм Хотспур» и «Челси» — вражда между «Челси» и северолондонским клубом «Тоттенхэм Хотспур», обострившееся после матча в сезоне 2015/2016.
- Соперничество футбольных клубов «Миллуолл» и «Вест Хэм Юнайтед» — противостояние представляющих Южный Лондон и Ист-Энд команд «Миллуолл» и «Вест Хэм Юнайтед». Также известно как Докерское дерби, из-за исторических связей команд с судостроительной отраслью на реке Темза. Противостояние возникло на основе вражды лондонских докеров и остаётся весьма жестоким (матчи отмечены насилием и хулиганством), хотя команды встречаются не часто из-за пребывания в разных лигах. Этому дерби было посвящено несколько фильмов, например «Хулиганы».
- Ист-лондонское дерби — любая игра между клубами «Лейтон Ориент», «Вест Хэм Юнайтед» и «Дагенем энд Редбридж», периодичность весьма редкая из-за пребывания в разных лигах. Последний матч «Вест Хэма» и «Лейтон Ориент» состоялся в январе 1987 года; «молотобойцы» никогда не встречались на футбольном поле с «Дагенем энд Редбридж», возникшим в 1992 году через слияние команд «Редбридж Форест» и «Дагенем». «Лейтон Ориент» и «Дагенем» периодически встречаются в низших лигах.
- Западнолондонское дерби — проходит между командами «Брентфорд», «Челси», «Фулхэм» и «Куинз Парк Рейнджерс». «Брентфорд», «Фулхэм» и «Куинз Парк Рейнджерс» имеют многолетнюю историю противостояния, однако две последние команды также считают своим главным противником клуб «Челси». Однако с начала 2000-х годов, с момента усиления команды, болельщики «Челси» начали считать более важными соперниками «Арсенал», «Тоттенхэм», «Вест Хэм Юнайтед», манчестерские «Сити» и «Юнайтед».
- Южнолондонское дерби — матчи между клубами «Чарльтон», «Миллуолл», «Кристал Пэлас», «Уимблдон» и «Саттон Юнайтед». Первостепенным противником для «Миллуолла» является «Вест Хэм Юнайтед», далее, по нисходящей, «Кристал Пэлас» и «Чарльтон».